# Ranggo (Limun)
Ranggo is een bestuurslaag in het regentschap Sarolangun van de provincie Jambi, Indonesië. Ranggo telt 1941 inwoners (volkstelling 2010).